# Canchal de la Ceja
El canchal de la Ceja, con sus 2427 m s. n. m., es el pico más alto de la sierra de Candelario y, como tal, de la provincia de Salamanca, en España. Su cumbre hace el límite entre ésta, en el municipio de Candelario, y la de Ávila, en el término de Solana de Ávila.

## Aspectos Geográficos
La cumbre se eleva ligeramente sobre la loma que constituye la parte más alta de esta sierra, siendo la misma cima una verdadera planicie cortada al norte. Durante buena parte de la glaciación del Pleistoceno estaba cubierta por un casquete (denominada "montera de hielo" por los geólogos que primero la describieron) del que descendían varias lenguas de hielo, que han dado lugar a las hoyas y lagunas glaciares que caracterizan sus laderas. Inmediatamente al norte de la cumbre, formando una escarpadura de 150m se encuentra la Garganta del Trampal, que aloja un rosario de lagunillas.
Está incluida dentro del Parque Regional de la Sierra de Gredos.

## Etimología
La peculiar forma del nevero que se forma en la cara N bajo la cumbre ha dado lugar al nombre.

## Ascensión
El itinerario más corto parte de la Plataforma del Travieso (1850 m). Una vez se ha ascendido hasta la cuerda, una breve marcha hacia el SO nos situará cerca de la rampa cimera. En total, se puede alcanzar en unas dos horas de marcha efectiva. Existen otros puntos de partida que permiten combinar el ascenso con la visita a diversos parajes de interés en esta sierra. Dada la cercanía de la cumbre del Torreón o Calvitero, punto más alto de Cáceres (aproximadamente 1,5 km en línea recta), es posible subir a ambas en una sola jornada, atravesando el Paso del Diablo (una cadena ayuda a descolgarse). La cara N permite la realización de escaladas y actividades invernales de mayor dificultad.